# Laccophilus oscillator
Laccophilus oscillator är en skalbaggsart som beskrevs av Sharp 1882. Laccophilus oscillator ingår i släktet Laccophilus och familjen dykare.

## Underarter
Arten delas in i följande underarter:
- L. o. oscillator
- L. o. laevipennis